# Gran Autopista Este
La Gran Autopista Oriental  es una vía de 590 kilómetros (370 millas) de largo que comunica la capital  Australiana Occidental de Perth con la ciudad de Kalgoorlie. Una ruta clave para vehículos de carretera que acceden a Wheatbelt oriental y a Goldfields, es la porción occidental del enlace de carretera principal entre Perth y los estados orientales de Australia. La carretera forma la mayor parte de la Carretera Nacional 94, además pasa a través de los suburbios de Perth, de Guildford y Midland, la sección oriental entre Coolgardie y Kalgoorlie no está incluida. 
Hay intersecciones numerosas en Perth con otras autopistas y carreteras principales, incluyendo Canning, Albany, Tonkin , Roe y Autopista de Labrador del Graham. Hay también dos vías rurales que salen de la Gran Autopista Oriental. La Gran Autopista del Sur empieza cerca de la frontera metropolitana oriental de Perth , enlazando ciudades como York, Brookton, Narrogin, y Katanning. Cerca del límite oriental de esta vía, Coolgardie es el punto de partida de la  Autopista Coolgardie–Esperance, conectando a la interestatal la carretera a Eyre en Norseman, así como la ciudad costera de Esperance.
La carretera fue creada en el año 1930 a partir de un sistema de caminos que enlazaba Perth con Goldfields. Aunque el nombre la Gran autopista Oriental estuvo acuñado para describir la ruta de Perth a Guildford en el lado del norte del Río de Cisne (en la actualidad Carretera a Guildford ), fue utilizado para pasar a través de Belmont, al sur del río. Esta sección fue construida en 1867 utilizando obreros convictos, la base de carretera fue construida con secciones de troncos de árbol, con el paso del tiempo la vía se fue modernizando hasta llegar a la carretera actual.
- Datos: Q1544264
- Multimedia: Great Eastern Highway / Q1544264